# Gare des Choux - Boismorand
La gare des Choux - Boismorand est une gare ferroviaire, fermée et détruite, de la ligne Moret-Veneux-les-Sablons à Lyon-Perrache. Elle est située sur le territoire de la commune de Boismorand, à l'ouest du bourg, et à proximité de la limite est de la commune de Les Choux, sur l'axe de la rue de la gare, dans le département du Loiret en région Centre-Val-de-Loire.
Ouverte en 1885 par la Compagnie des chemins de fer de Paris à Lyon et à la Méditerranée (PLM), elle est fermée par la Société nationale des chemins de fer français (SNCF) à une date indéterminée, avant 1982 et sans doute après 1980.

## Situation ferroviaire
Établie à 148 mètres d'altitude, la gare fermée des Choux - Boismorand est située au point kilométrique (PK) 142,576 de la ligne de Moret - Veneux-les-Sablons à Lyon-Perrache, entre les gares de Nogent-sur-Vernisson et Gien,.

## Histoire

### Gare PLM (1885-1937)
Après la mise en service, le 21 septembre 1861 par la Compagnie des chemins de fer de Paris à Lyon et à la Méditerranée (PLM), du tronçon de Montargis à Nevers, élément de la première section de sa ligne de Paris à Lyon par le Bourdonnais, les communes de Les Choux et de Boismorand, traversée ou proche de la ligne, sont intéressées par l'ouverture d'une station. Elles obtiennent le soutien du Conseil général qui émet un premier vœu pour l'établissement d'une station entre Gien et Nogent-sur-Vernisson lors de ses séances du 18 et 21 août 1875. En 1877, le conseil renouvelle ce vœu qui intéresse également les communes de La Bussière, d'Adon et de Sainte-Genevièv-des-Bois.
La gare des Choux - Boismorand est mise en service le 1er juillet 1885 par la Compagnie des chemins de fer de Paris à Lyon et à la Méditerranée (PLM), sur la section de Montargis à Nevers, ouverte depuis 1861, de sa ligne de Paris - Lyon par le Bourbonnais, entre les gares de Nogent-sur-Vernisson et Gien. Elle est ouverte à la grande vitesse : service des « voyageurs, bagages, articles de messagerie, denrées, finances, valeurs, chiens et bestiaux ; elle peut également expédier ou recevoir des chevaux chargés soit en wagons à bestiaux, soit en wagons-écuries s'ouvrant par le côté et des voitures à deux ou à quatre roues, à un fond et à une seule banquette dans l'intérieur ». Elle est également ouverte au service de la petite vitesse : « service des marchandises et des bestiaux ; elle pourra de plus expédier ou recevoir des chevaux chargés en wagons à bestiaux, et des voitures à deux ou à quatre roues, à un fond et à une seule banquette dans l'intérieur ».

Vues de la gare vers 1900
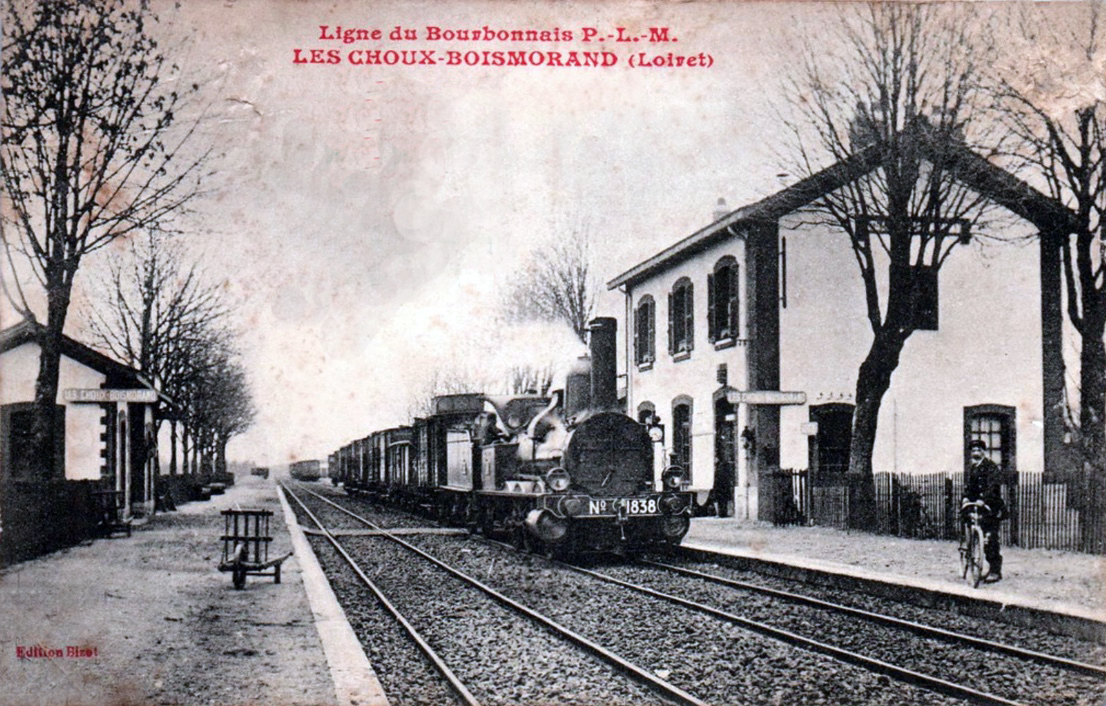
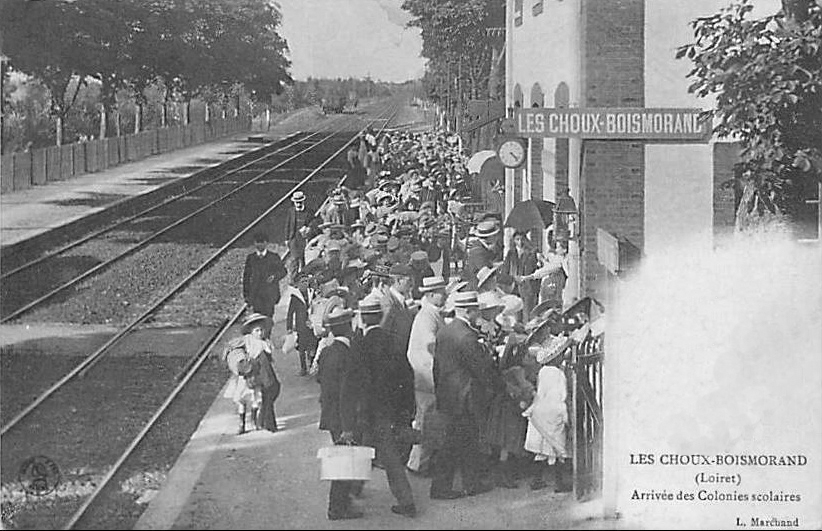
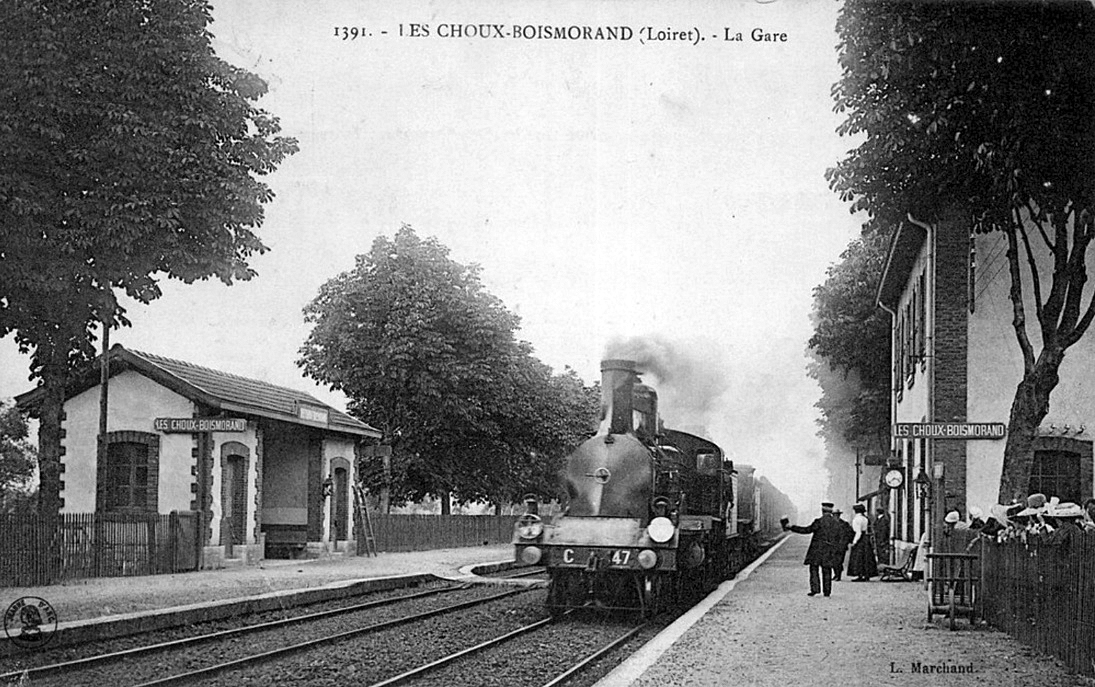

En 1911, la gare figure dans la Nomenclature des gares, stations et haltes du PLM comme appartenant à la ligne PLM de Moret-les-Sablons à Nîmes, située entre la gare de Nogent-sur-Vernisson et la gare de Gien. Elle est ouverte aux services complets de la grande vitesse et de la petite vitesse, à l'exclusion des chevaux chargés dans des wagons-écuries s'ouvrant en bout et des voitures à quatre roues, à deux fonds et à deux banquettes dans l’intérieur, omnibus, diligences, etc..
En 1926 la gare voyais passer un omnibus circulant jusqu'à Nevers (le deuxième ne s'arrêtant pas à la gare de Tronsanges), deux semi-directs pour Paris Gare de Lyon (s'arrêtant en à toutes les gares jusqu'à la gare de  Montargis, puis uniquement aux gares de Nemours - Saint-Pierre, Moret-Veneux-les-Sablons, Fontainebleau - Avon et Melun), un omnibus à destination de la gare de Montargis et un omnibus à destination de Paris Gare de Lyon (passant par la gare de Malesherbes et étant direct à partir de la gare de Corbeil-Essonnes) chaque jour plus un semi direct supplémentaire à destination de Paris Gare de Lyon (s'arrêtant en à toutes les gares jusqu'à la gare de  Montargis, puis uniquement à la gare de Moret-Veneux-Les-Sablons) les Dimanches et jours de fêtes dans la soirée.
En 1936, les dernier train pour la gare de Nevers ne désert plus non plus les gares de Pouilly-sur-Loire, Mesves - Bulcy et Fourchambault. De plus l'omnibus pour la gare de Montargis n'existe plus, de même que le semi-direct des dimanches soirs. L'omnibus passant par la gare de Malesherbes est transformé en semi-direct ne desservant plus que cette ville entre les gares de Montargis et de Corbeil-Essonnes (il conserve la même desserte qu'en 1926 les dimanches et jour de fêtes).

### Gare SNCF (de 1938 à sa fermeture)
En 1956, la gare ne vois plus passer qu'un omnibus à destination de la gare de Cosne-sur-Loire (ne desservant pas la gare de Myennes et deux à destination de la gare de Nevers. Dans l'autre sens il y a un semi-direct à destination de Paris Gare de Lyon (omnibus jusqu'à la gare de  Montargis, puis desservant uniquement la gare de Moret-Veneux-Les-Sablons) et deux à destination de la gare de Montargis.
En 1967, la desserte s'est étoffée. Vers le sud avec le prolongement de l'omnibus pour Cosne-sur-loire jusqu'à Nevers (et même Moulins-sur-Allier pendant l'été) et un troisième trajet vers Nevers plus direct ne desservant pas les gares de Myennes, Villechaud, les Girarmes, la Marche, Tronsanges, Garchizy et [Gare de Vauzelles|Vauzelles]. Vers le nord, les semi-direct vers Paris dessert également Fontainebleau, et un des omnibus vers Montargis est prolongé en direct à Moret-Veneux-Les-Sablons les dimanches une partie de l'année.
En 1972, la le prolongement saisonnier jusqu'à Moulins-sur-Allier n'existe plus, de même pour le prolongement direct à Moret-Veneux-Les-Sablons.

En 1975, l'omnibus vers Paris passe cette gare sans arrêts coupant définitivement la gare des Choux - Boismorand de Paris. De plus l'omnibus pour Montargis, déjà amputé de son prolongement occasionnel vers Moret-Veneux-Les-Sablons entre 1967 et 1972, ne dépasse désormais plus Gien les dimanches et jours de fête où il est remplacé par une navette entre Gien et Montargis.
La gare, fermée à une date indéterminée, sans doute au début des années 1980, mais avant 1982. Les installations dont le bâtiment voyageurs ont été ensuite détruites pour laisser place à l'autoroute A77, construite sur une partie de ses emprises. Les principales traces restantes sont le lieu-dit la Gare et le passage à niveau.